# 재외국민의 선거권 및 국민투표권 배제 사건
재외국민의 선거권 및 국민투표권 배제사건(在外國民-選擧權-國民投票權排除事件)은 선거제도에 대한 유명 대한민국 헌법재판소 판례이다.

## 사실관계
대한민국 국적을 보유한 일본 영주권자 甲은 구 ‘공직선거 및 선거부정방지법’(2005.8.4. 개정전) 제13조 제2항, 제 16조 제3항 및 제37조 제1항이 국민의 참정권 행사를 위한 요건으로 주민등록을 요구함으로써 주민등록을 할 수 없는 청구인으로 하여금 대통령•국회의원 선거권, 지방선거 선거권 및 피선거권을 행사할 수 없도록 한 것은 청구인의 헌법상 기본권을 침해한다고 주장하면서 이 사건 헌법소원심판을 청구하였다. 또한 甲은 청구취지의 추가적 변경을 통해 국가의 중요정책 및 헌법개정안에 대한 국민투표권 행사의 요건으로 주민등록을 요구하는 국민투표법 제 14조 제 1항에 대한 헌법소원심판청구를 추가하였다.
청구인 乙은 대한민국 국적을 보유한 만19세 이상의 미국 또는 캐나다 영주권자로서， 구 '공직선거 및 선거부정방지법’(2003.8.4. 개정전) 제38조 제 1항이 선거인명부에 오를 자격이 있는 국내거주자에 대하여만 부재자신고를 할 수 있도록 함으로써 주민등록이 되어 있지 아니한 국외거주자가 부재자로서 투표권을 행사할 수 없도록 한 것은 청구인들의 헌법상 기본권을 침해한다고 주장하면서 이 사건 헌법소원심판을 청구하였다.

## 결론
헌법불합치

## 이유
헌법 제24조는 모든 국민은 '법률이 정하는 바에 의하여' 선거권을 가진다고 규정함으로써 법률유보의 형식을 취하고 있지만, 이것은 국민의 선거권이 '법률이 정하는 바에 따라서만 인정될 수 있다'는 포괄적인 입법권의 유보 하에 있음을 의미하는 것이 아니다.

## 참고 문헌
- 2005헌마360 공직선거및선거부정방지법 제15조 제2항 등 위헌확인
- p 36-37, 성낙인, 이영욱, 만화판례헌법(1), 법률저널, 2012.

## 여파
2012년 대한민국 제19대 국회의원 선거부터 재외선거를 실시하게 되었다.

## 같이 보기
- 재외국민
- 부재자투표
- 대한민국 헌법 제2조
- 대한민국의 재외국민 선거권